# Guy Butler
Guy Montagu Butler (Reino Unido, 25 de agosto de 1899-22 de febrero de 1981) fue un atleta británico, especialista en la prueba de 4x400 m en la que llegó a ser campeón olímpico en 1920.

## Carrera deportiva
En los JJ. OO. de Amberes 1920 ganó la medalla de oro en los relevos de 4x400 metros, llegando a la meta por delante de Sudáfrica y Francia (bronce).
Cuatro años después, en los JJ. OO. de París 1924 ganó la medalla de bronce en los relevos de 4x400 metros, con un tiempo de 3:17.4 segundos, llegando a meta tras Estados Unidos (oro) y Suecia (plata), siendo sus compañeros de equipo: George Renwick, Richard Ripley y Edward Toms. Además ganó la medalla de bronce en los 400 metros, tras su compatriota Eric Liddell que con 47.6 segundos batió el récord del mundo, y el estadounidense Horatio Fitch (plata).